# Stazione di Prato Centrale
Stazione di Prato Centrale vasútállomás Olaszországban, Prato településen.

## Vasútvonalak
Az állomást az alábbi vasútvonalak érintik:
- Bologna–Firenze-vasútvonal
- Viareggio-Firenze-vasútvonal

## Kapcsolódó állomások
A vasútállomáshoz az alábbi állomások vannak a legközelebb:
- Stazione di Calenzano (Stazione di Firenze Santa Maria Novella, Bologna–Firenze-vasútvonal, Viareggio-Firenze-vasútvonal)
- Stazione di Vaiano (Stazione di Bologna Centrale, Bologna–Firenze-vasútvonal)
- Stazione di Prato Porta al Serraglio (Stazione di Viareggio, Viareggio-Firenze-vasútvonal)